# ナーシル・ジャング
ナーシル・ジャング（ウルドゥー語: نصیرجنگ, Nasir Jang, 1712年2月16日 - 1750年12月16日）は、インドのデカン地方、ニザーム王国（ハイダラーバード王国）の第2代君主（ニザーム、在位：1748年 - 1750年）。

## 生涯

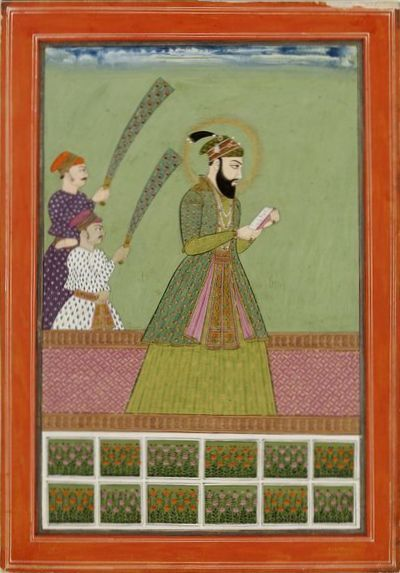
ナーシル・ジャング

1748年、父であるニザーム王国始祖アーサフ・ジャーがブルハーンプルで没した時、その長男ガーズィー・ウッディーン・ハーンは、父の代理としてムガル帝国の首都デリーの宮廷に出仕していた。
この機をついて、次男のナーシル・ジャングは首都アウランガーバードを抑え、ニザーム王国軍と宮廷の貴族達の支持を取り付ける事に成功した。彼は国庫を奪取してニザームを宣し、1749年2月4日にムガル帝国にもその継承を認められた。
しかし、その甥である ムザッファル・ジャングはこれに強硬に反対し、チャンダー・サーヒブやフランスのデュプレクスと結んで、ナーシル・ジャングに対抗しようとし、1748年8月に第二次カーナティック戦争を引き起こした。
そのため、ナーシル・ジャングはチャンダー・サーヒブと対立していたイギリス側のムハンマド・アリー・ハーンと同盟し、戦争に参加するため、1750年1月に南インドのタミル地方に出陣した。
同年12月6日、ナーシル・ジャングはカダパのナワーブであるヒンマト・ハーンにジンジー付近で殺害された。